# Đa Đạc
Đa Đạc (tiếng Mãn: ᡩᠣᡩᠣ, chuyển tả: Dodo; giản thể: 多铎; phồn thể: 多鐸; bính âm: Duōduó; 2 tháng 4 năm 1614 – 29 tháng 4 năm 1649) là một trong 12 Thiết mạo tử vương và một tướng lĩnh trong thời kỳ đầu nhà Thanh. Ông có tước hiệu là "Hòa Thạc Dự Thân vương" (和碩豫親王) vì vậy còn được xưng là Dự vương.

## Thân thế
Đa Đạc sinh vào giờ Tuất, ngày 2 tháng 4 (âm lịch) năm Minh Vạn Lịch thứ 42 (1614), là con trai thứ 15 của Nỗ Nhĩ Cáp Xích – vị vua mở đầu cho triều Thanh, mẹ ruột của ông là A Ba Hợi. "Đa Đạc" trong mãn ngữ nghĩa là "Thai nhi". Ông là anh em cùng mẹ với A Tế Cách và Đa Nhĩ Cổn. Mặc dù là hoàng tử thứ 15, nhưng tính chung trong số các Vương thời Thanh sơ, Đa Đạc đứng thứ 10 nên còn được xưng là "Thập vương" (Đa Nhĩ Cổn là Cửu vương, A Tế Cách là Bát vương).
A Ba Hợi vốn chỉ là Trắc Phúc tấn của Nỗ Nhĩ Cáp Xích, về sau được phong làm Đại Phúc tấn (tức Đại phi), rất được Nỗ Nhĩ Cáp Xích sủng ái. Mặc dù còn một người con trai út, nhưng Đa Đạc lại là đích tử nhỏ nhất, vì vậy Nỗ Nhĩ Cáp Xích rất yêu thương ông. Cuối những năm Thiên Mệnh, Nỗ Nhĩ Cáp Xích đã đem hai Hoàng kỳ mà bản thân nắm giữ chia cho ba em của Đa Đạc. A Tế Cách và Đa Nhĩ Cổn chia nhau Chính Hoàng kỳ và bản thân Đa Đạc được chia một nửa Tương Hoàng kỳ dù Kỳ quyền vẫn nắm trong tay của Nỗ Nhĩ Cáp Xích. Đây cũng là thời kỳ duy nhất hai Hoàng kỳ đặc biệt là Tương Hoàng kỳ – Kỳ tịch của Hoàng Đế, không nằm trong sự quản lý trực tiếp của Hoàng Đế hay Đại Hãn.
Đến khi Nỗ Nhĩ Cáp Xích qua đời, Đa Đạc theo lẽ mà thừa hưởng toàn bộ Tương Hoàng kỳ. Về sau, khi Hoàng Thái Cực lên ngôi đã lấy hai Bạch kỳ đổi với hai Hoàng kỳ, Đa Đạc chuyển thành nắm giữ Chính Bạch kỳ. Đến khi Đa Nhĩ Cổn nhiếp chính lại thực hiện hai lần đổi kỳ, lần đầu tiên đã đổi hai Bạch kỳ với nhau, Đa Đạc trở thành người nắm giữ Tương Bạch kỳ cùng với A Tế Cách, sau lần thứ hai, Đa Đạc trở thành người duy nhất nắm giữ Chính Lam kỳ và Đa Nhĩ Cổn một mình độc chiếm hai Bạch kỳ. Cũng từ đây là hậu duệ Đa Đạc đều thuộc Chính Lam kỳ.

## Sự nghiệp

### Thời Hoàng Thái Cực

##### Sơ phong Bối lặc
Năm thứ 5 (1620), tháng 9, Nỗ Nhĩ Cáp Xích tuyên bố phế truất danh vị Trữ quân của Đại Bối lặc Đại Thiện, đồng thời phong A Mẫn, Mãng Cổ Nhĩ Thái, Hoàng Thái Cực, Đức Cách Loại, Nhạc Thác, Tế Nhĩ Cáp Lãng, A Tế Cách, Đa Nhĩ Cổn và Đa Đạc làm "Hòa Thạc Ngạch chân", quản lý một bộ phận Bát kỳ, cùng nhau xử lý quốc sự. Lúc bấy giờ, Đa Đạc chỉ vừa hơn 6 tuổi, còn anh trai Đa Nhĩ Cổn cũng chỉ mới 8 tuổi, nhưng cả hai đã được xếp vào cùng với các a ca và thai cát khác, cũng từ đây mà tên của cả hai luôn xuất hiện trong hầu hết các văn kiện chính trị thời Nỗ Nhĩ Cáp Xích. Vào năm 13 tuổi (1626), ông được phong làm Đa La Bối lặc, thống lĩnh Chính Bạch kỳ, bắt đầu tham dự chính sự ở bộ Lễ và bộ Binh.
Năm thứ 11 (1626), Nỗ Nhĩ Cáp Xích qua đời, Đại phi A Ba Hợi bị Tứ đại Bối lặc ép tuẫn táng theo; Đa Đạc trở thành trẻ mồ côi cả cha cả mẹ khi mới 12 tuổi.
Năm Thiên Thông thứ 2 (1628), Đa Đạc theo Hoàng Thái Cực chinh phạt các bộ lạc Đa La Đặc bộ, do có công nên được ban hiệu "Ngạch Nhĩ Khắc Sở Hỗ Nhĩ" (額爾克楚虎爾). Năm sau, ông lại theo Hoàng Thái Cực phạt Minh, theo Long Tĩnh quan (nay thuộc Hà Bắc) tiến vào biên cảnh của Minh triều. Vừa vặn gặp được đại quân của Đa Nhĩ Cổn và Mãng Cổ Nhĩ Thái, đánh chiếm Tuân Hoá, áp sát kinh sư Bắc Kinh. Trận Quảng Cừ môn, Đa Đạc vì nhỏ tuổi mà bị lưu lại phía sau, hạ gục bại binh của nhà Minh. Quân đội đến Kế Châu lại đánh bại viện binh của quân Minh.
Năm thứ 5 (1631), ông tham gia vây khốn quân Minh trong chiến dịch Đại Lăng Hà. Quân Minh đóng quân tại Tiểu Lăng Hà, Hoàng Thái Cực suất 2 trăm kỵ binh tấn công, quân Minh bỏ chạy. Ông đem quân đuổi theo, nhưng để mất thăng bằng và bị ngã ngựa, suýt bỏ mạng ở ngoài thành Cẩm Châu.
Năm thứ 6 (1632), ông lại theo Hoàng Thái Cực chinh phạt Sát Cáp Nhĩ, thống lĩnh quân cánh phải, bắt được hơn 1000 người.
Năm thứ 7 (1633), Hoàng Thái Cực trưng cầu ý kiến của các đại thần về việc đánh Minh triều, Triều Tiên, Sát Cáp Nhĩ, nên đánh địa phương nào trước. Đa Đạc nói:
| “ | Quân ta không sợ chiến tranh, thế nhưng đánh bên ngoài Sơn Hải Quan, làm sao có thể nhất định thành công đây? Đánh Sơn Hải Quan cùng đánh Yên Kinh chính là giống nhau. Ta cho rằng, nên trực tiếp đánh vào Sơn Hải Quan, đây là nguyện vọng của toàn thể quan binh, chúng ta muốn thoả mãn họ, cũng là kế hoạch lâu nay. Xem xét thì, xưa nay đều như thế. Quân ta nếu như tập kích, nhưng địch nhân đã có phòng bị, vậy làm sao còn cơ hội để lợi dụng? Chúng ta tại sao phải hướng Minh triều giảng hoà đây? Chúng ta là cân nhắc khổ cực của binh lính, tạm thời hoà hoãn. Nhưng nếu có cơ hội, thì chúng ta còn chờ cái gì? Về phần Sát Cáp Nhĩ, tạm thời không nên động. Triều Tiên đã cùng chúng ta nghị hoà, cũng không nên động gấp. Hiện tại, nên thực hiện kế hoạch lớn đánh Minh triều | ” |

Năm thứ 8 (1634), Đa Đạc theo Hoàng Thái Cực tiến công chiếm đóng Tuyên Phủ (nay thuộc Trương Gia Khẩu, Hà Bắc), cùng Ba Nhan Châu Nhĩ Khắc (巴颜珠尔克) tiến nhập biên cảnh. Bái kiến Hoàng Thái Cực tại Ứng Châu (nay thuộc Ứng huyện, Sóc Châu, Sơn Tây), lại tiến đánh Sóc Châu, qua Ngũ Đài Sơn trở về. Một lần nữa đánh bại quân Minh ở Đại Đồng.
Năm thứ 9 (1635), Hoàng Thái Cực phái chư Bối lặc tấn công Minh triều, tuần hành Sơn Tây, mệnh Đa Đạc suất quân đội vào Ninh, Cẩm tấn công quân Minh. Đây là lần đầu tiên ông được làm thống lĩnh. Đa Đạc theo Quảng Ninh (nay thuộc thành phố Bắc Trấn, tỉnh Liêu Ninh) tiến vào, lại phái Cố Sơn Ngạch Chân A Sơn (阿山), Thạch Đình Trụ (石廷柱) suất 400 binh lính đi tiên phong. Tổ Đại Thọ hợp Cẩm Châu, Tùng Sơn, hơn 3500 binh lính, đóng tại phía tây Đại Lăng Hà, Đa Đạc suất sở bộ nhanh chóng công kích, quân đội của Tổ Đại Thọ tan tác. Ông sai người chia đường truy kích, tới Cẩm Châu, Tùng Sơn, trảm hoạch nhân số không cách nào tính toán được. Hôm sau, hồi quân về Quảng Ninh, Hoàng Thái Cực ra ngoài 5 dặm nghênh đón, thưởng ngựa tốt 5 con, khôi giáp 5 bức. Hoàng Thái Cực nói rằng:
| “ | 朕幼弟初专阃, 即能制胜, 是可嘉也! . Trẫm ấu đệ sơ chuyên khổn, tức năng chế thắng, thị khả gia dã! | ” |

##### Phong Dự Quận vương

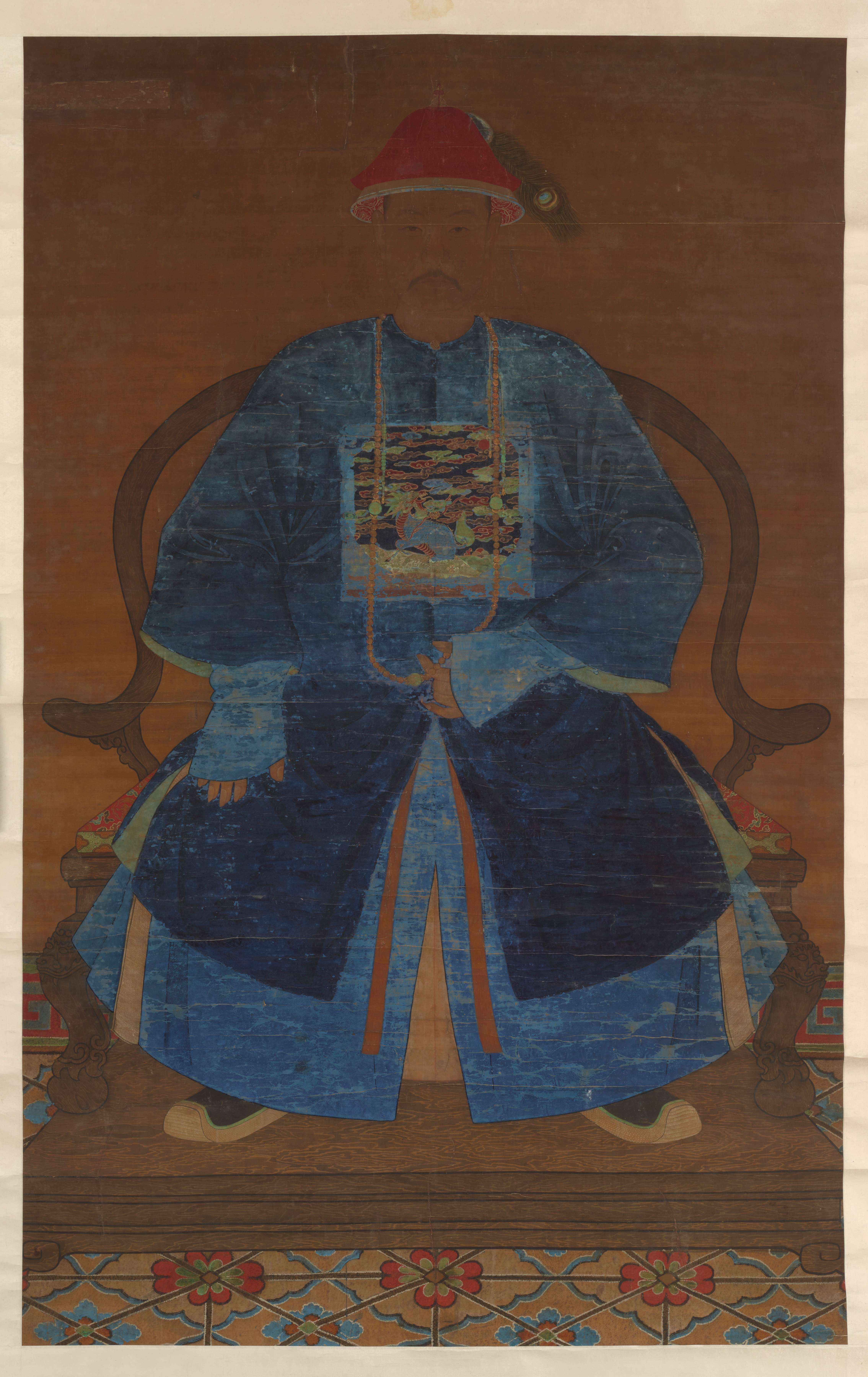
Chân dung Dự Thân vương Đa Đạc

Năm Sùng Đức nguyên niên (1636), Đa Đạc được phong làm "Hòa Thạc Dự Thân vương", chưởng quản Lễ bộ, theo Hoàng Thái Cực thảo phạt Triều Tiên, lĩnh 1000 binh Kế Cát Bố Thập Hiền từ Sa Hà Bảo đánh đến Triều Tiên đô thành Hán Dương (nay là Seoul, Hàn Quốc). Đa Đạc đánh bại quân Triều Tiên ở Nam Hán Sơn Thành (南漢山城, 남한산성), thu được hơn 1000 chiến mã.
Năm thứ 3 (1638), Hoàng Thái Cực sai Đại Tướng quân Duệ Thân vương Đa Nhĩ Cổn, Khắc Cần Quận vương Nhạc Lạc chia làm 2 đường đánh quân Minh, lại phái Trịnh Thân vương Tế Nhĩ Cáp Lãng cùng Dự Thân vương Đa Đạc tại Ninh, Cẩm phối hợp tác chiến, kiềm chế quân Minh ở quan ngoại. Duệ Thân vương Đa Nhĩ Cổn là chủ lực, trước xuất phát, Hoàng Thái Cực đích thân đưa tiễn, Đa Đạc lấy cớ tị đậu từ chối, mà không cùng tiễn đưa. Hoàng Thái Cực cực kì phẫn nộ.
Tháng 11, phạt Cẩm Châu, Đa Đạc từ biên giới Mông Cổ Trát Cổn Bác Luân suất binh của Ba Nha Lạt cùng Thổ Mặc Đặc nhập biên cảnh nhà Minh, đánh hạ Đại Hưng Bảo (大兴堡), bắt giữ tù binh, lại bắt được gián điệp của quân Minh. Ông phụng chiếu cùng Trịnh Thân vương Tế Nhĩ Cáp Lãng hội quân. Trên đường, tướng quân nhà Minh là Tổ Đại Thọ suất bộ tập kích đường lui của ông, làm quân Thanh tổn thất 9 người, mất 30 con ngựa. Ông vừa chiến vừa chạy, suốt đêm chạy đến nơi đóng quân của Tế Nhĩ Cáp Lãng. Hoàng Thái Cực thống lĩnh quân đến, địch không dám ra.
Năm thứ 4 (1639), tháng 5, tông thất vương công đại thần tại Sùng Chính điện cùng nghị tội Đa Đạc, đoạt một phần ba ngưu lục Chính Bạch Kỳ của ông giao cho Đa Nhĩ Cổn. Đa Đạc bị giáng làm "Đa La Bối lặc", phạt tiền 1 vạn, được quản nhiếp Binh bộ, nhưng không có quyền quyết định những sự việc trọng đại, cũng không thể hỏi đến chính vụ thẩm tra xử lý hằng ngày. Tháng 10, phạt Ninh Viễn, ông trảm được Tổng binh Kim Quốc Phượng.
Năm thứ 5 (1640), tháng 3, ông cùng Trịnh Thân vương Tế Nhĩ Cáp Lãng suất quân đội chỉnh đốn thành Nghĩa Châu, trú binh đồn điền, lại tập kích quấy nhiễu quân Minh bên ngoài Sơn Hải Quan, làm Minh triều không thể trồng trọt. Tháng 5, Hoàng Thái Cực đến xem. Mông Cổ Đa La Đặc bộ Tô Ban Đại từng phụ thuộc Minh triều lại quy hàng Đại Thanh, Hoàng Thái Cực mệnh ông cùng Tế Nhĩ Cáp Lãng suất binh nghênh tiếp, lúc đi qua Hạnh Sơn - Cẩm Châu, quân Minh đuổi theo, Đa Đạc phấn kích đại bại quân Minh, được thưởng 9 con ngựa tốt. Vây Cẩm Châu, dạ phục binh Tang A Nhĩ Trai Bảo, sáng sớm địch quân đến, thất bại, truy đến Tháp Sơn, chém đầu hơn 80 người, lấy được 20 con ngựa.
Năm thứ 6 (1641), Đa Đạc tham gia trận Tùng Cẩm (松錦之戰). Tháng 3, Hoàng Thái Cực sai Trịnh Thân vương Tế Nhĩ Cáp Lãng, Vũ Anh Quận vương A Tế Cách cùng Đa Đạc chỉ huy quân Thanh vây công Cẩm Châu, lập 8 quân doanh bao quanh thành, đào hào để vây khốn. Thành thủ người Mông Cổ Tương Nặc Mộc Tề (将诺木齐) của Tổ Đại Thọ xin quy hàng, quân Thanh đột nhập vào thành, tấn công quân Đại Thọ, đưa người đầu hàng ra ngoài, đưa đến Nghĩa Châu. Hoàng Thái Cực biết trước quân Minh tại Hạnh Sơn chắc chắn sẽ bỏ chạy, lệnh Đa Đạc nửa đường bố trí mai phục. chặn giết quân Minh. Đa Đạc thiết kế mai phục ở giữa Hạnh Sơn và Tùng Sơn, làm quân Hạnh Sơn toàn quân bị diệt. Viện binh của quân Minh từ Hạnh Sơn đến Tùng Sơn, Đa Đạc cùng Tế Nhĩ Cáp Lãng suất lĩnh 2 cánh quân mai phục ở Cẩm Châu Nam Sơn Tây Cương và Tùng Sơn Bắc Lĩnh, quân Túng Cát Bố Thập Hiền dụ địch, 2 cánh quân giáp công, đại bại quân Minh.
Hồng Thừa Trù đem 13 vạn quân cứu viện Cẩm Châu. Tháng 7, Hoàng Thái Cực đích thân suất đại quân, mất 6 ngày từ Thịnh Kinh đến Tùng Sơn. Cùng với Đa Đạc, Túc Thân vương Hào Cách vây khốn Kế Liêu Tổng đốc Hồng Thừa Trù, quân Minh thập phần kinh sợ, thừa dịp ban đêm chạy trốn. Đa Đạc phục binh bên đường, Tổng binh Ngô Tam Quế, Vương Phát từ Hạnh Sơn chạy đến Ninh Viễn, quân Thanh đuổi đến cao kiều, bọn Ngô Tam Quế chỉ muốn chạy lấy người. Đa Đạc cùng chư vương luân phiên vây Tùng Sơn, nhiều lần phá địch.
Năm thứ 7 (1642), tháng 2, Tùng Sơn Phó tướng Hạ Thừa Đức sai người đến truyền lời, dùng con hắn làm vật thế chấp, xin làm nội ứng cho quân Thanh. Nửa đêm, Đa Đạc đem quân leo thang vào thành, bắt sống bọn Hồng Thừa Trù và Tuần phủ Khâu Dân Ngưỡng, Tổ Đại Thọ đầu hàng. Do có công lao nên Đa Đạc được phục phong làm "Đa La Dự Quận vương".
Năm thứ 8 (1643), ngày 9 tháng 8, Thanh Thái Tông Hoàng Thái Cực băng, Đa Đạc cùng A Tế Cách quỳ khuyên Đa Nhĩ Cổn kế thừa đại thống, mà con trai của Hoàng Thái Cực là Túc Thân vương Hào Cách cũng mưu cầu tự lập, lại đạt được sự ủng hộ của Lưỡng Hoàng Kỳ cùng Chính Lam Kỳ, hai bên giương cung bạt kiếm, hết sức căng thẳng. Sau khi Đa Nhĩ Cổn căn nhắc lợi hại, đề nghị lập con trai thứ 9 của Hoàng Thái Cực là Phúc Lâm tức vị, do ông cùng Trịnh Thân vương Tế Nhĩ Cáp Lãng phụ chính, đề nghị này được mọi người cùng tán thành.
Ngày 26 tháng 8, tại Thịnh Kinh, Phúc Lâm kế vị ngôi Hoàng Đế, năm sau thay đổi niên hiệu là Thuận Trị. Từ đó về sau, Đa Nhĩ Cổn trở thành Nhiếp Chính vương, nắm giữ mọi quân chính đại quyền. Đa Nhĩ Cổn xem Đa Đạc là cánh tay phải, uỷ thác trách nhiệm, hoặc cùng tác chiến, hoặc nhậm chủ soái. Đa Đạc từ đó về sau thanh danh hiển hách, trở thành một nhân vật phong vân trong thời kỳ Minh mạt Thanh sơ.

### Thời Thuận Trị

##### Suất quân nhập quan
Năm Thuận Trị nguyên niên (1644), ngày 9 tháng 4, Đa Đạc cùng A Tế Cách theo Nhiếp chính vương Đa Nhĩ Cổn suất lĩnh hai phần ba binh lực Mãn, Mông cùng Hán quân Khổng Hữu Đức, Cảnh Trọng Minh (Tĩnh Nam vương), Thượng Khả Hỉ (Bình Nam vương), xuất phát từ Thịnh Kinh, tiến quân đến Sơn Hải quan, chuẩn bị tiến vào Trung Nguyên. Lúc đại quân đến Liêu Hà, Minh Liêu Đông tổng binh Ngô Tam Quế sai phó tướng là Dương Khôn đến quân doanh nhà Thanh xin đầu hàng, lại mang đến tin tức quân Đại Thuận của Lý Tự Thành chiếm lĩnh Bắc Kinh, Sùng Trinh treo cổ tự vẫn. Đa Nhĩ Cổn lập tức lệnh Đa Đạc cùng A Tế Cách thần tốc tiến đến Sơn Hải quan.
Ngày 21 tháng 4, quân Thanh cách Sơn Hải quan 15 dặm đóng quân nghỉ ngơi, hai quân Lý-Ngô xảy ra Đại chiến Sơn Hải quan (山海关大战). Ngày 26, tiến đến cách Sơn Hải quan 10 dặm, Ngô Tam Quế báo quân Tự Thành đã xuất biên, Đa Nhĩ Cổn lệnh chư vương phản công, đánh bại quân Lý Tự Thành, đem đường thông suốt đến Nhất Phiến Thạch. Hôm sau, quân Thanh đến Sơn Hải quan, Ngô Tam Quế mở cổng nghênh đón.
Ngày 30 tháng 4, quân Thanh tiến đến Kế Huyện, biết được tin tức quân Lý Tự Thành rút khỏi Bắc Kinh, Đa Nhĩ Cổn lập tức lệnh A Tế Cách cùng Đa Đạc thống lĩnh quân tinh nhuệ Bác kỳ, vòng qua Bắc Kinh truy kích quân Đại Thuận. Bản thân Đa Nhĩ Cổn tự mình mang một bộ phận tinh binh tiến đến Bắc Kinh. Đa Đạc cùng A Tế Cách suất quân truy kích quân Đại Thuận đến tận Cố Quan mới hồi Kinh.

##### Diệt quân Đại Thuận
Tháng 10 cùng năm, ông được tiến phong làm Thân vương, phong chức "Định Quốc Đại Tướng quân" (定國大將軍), thống lĩnh tướng sĩ nam chinh.
Sau khi quân Thanh chiếm được Bắc Kinh, Lý Tự Thành cùng quân Đại Thuận chạy đến Sơn Tây, Hà Nam. Từ ngày 12 tháng 10 bắt đầu phản công ở Hà Nam, Hoài Khánh (nay thuộc Thẩm Dương), liên tiếp tấn công Tể Nguyên, Mạnh Huyền, đại bại quân Thanh tại Bách Dương trấn. Đa Nhĩ Cổn biết tin, lập tức ra lệnh quân đội đang nam hạ của Đa Đạc chuyển hướng Tây, trước giải vây Hoài Khánh, sau đó từ Hà Nam sang Hoàng Hà, cùng Anh Thân vương A Tế Cách hình thành thế trận Nam-Bắc giáp công, đồng thời tấn công quân Đại Thuận.
Tháng 12, ông tiến quân đến Thẩm Châu (nay thuộc Hà Nam), đánh bại quân Đại Thuận, xu hướng tiến đến Đồng Quan. Lý Tự Thành nghe tin, vội vàng mang quân rời khỏi Đồng Quan. Đa Đạc vì muốn lần này chắc chắn thắng lợi, điều thêm Cố Sơn Ngạch chân A Sơn, Mã Lạt Hi, dọc theo Bồ Châu (nay thuộc Sơn Tây) viện trợ quân Thanh ở Đồng Quan, lại điều Hồng y đại pháo đến tăng cường trang bị.
Năm Thuận Trị thứ 2 (1645), tháng 1, Đa Đạc suất lĩnh nam lộ quân, đại bại quân Đại Thuận tại Đồng Quan. Đồng thời, Anh Thân vương A Tế Cách suất lĩnh bắc lộ quân cũng một đường quá quan trảm tướng, thế như chẻ tre, sớm ngày hội quân cùng Đa Đạc. Nam Bắc hai bề thụ địch, Lý Tự Thành vứt bỏ Tây An, chạy khỏi hướng Lam Điền đến Thương Châu (nay thuộc Thiểm Tây), liên tục chiến đấu ở vùng Hồ Quảng.
Ngày 17 tháng 5, tại núi Cửu Cung, tỉnh Hồ Bắc, Lý Tự Thành bị hương dân địa phương giết chết, chính quyền Đại Thuận đến đây diệt vong.

##### Bình định Giang Nam

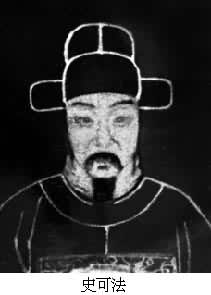
Sử Khả Pháp

Dương Châu là trọng trấn phía bắc của Trường Giang, lại là cửa ngõ của triều đình Hoằng Quang tại Nam Kinh. Vậy nên từ tháng 5 năm Thuận Trị nguyên niên (1644), Sử Khả Pháp đã bắt tay vào xây dựng hệ thống phòng ngự lấy Dương Châu làm trung tâm.
Năm Thuận Trị thứ 2 (1645), sau khi cục diện Đồng Quan và Thiểm Tây đã định, Đa Đạc lại phụng mệnh nam hạ để tiêu diệt Nam Minh (tàn dư của triều Minh). Đêm 20 tháng 5, thành Dương Châu bị phá, Sử Khả Pháp cắt tay tự vẫn nhưng không chết, bị quân Thanh bắt sống. Đa Đạc vào thành, mời ông đến phủ đệ để khuyên ông quy hàng
| “ | 前以书谒请, 而先生不从. 今忠义既成, 当畀重任, 为我收拾江南 . Tiền dĩ thư yết thỉnh, nhi tiên sinh bất tòng. Kim trung nghĩa ký thành, đương tí trọng nhâm, vi ngã thu thập giang nam | ” |

Sử Khả Pháp bình tĩnh trả lời:
| “ | 城亡与亡, 我意已决, 即碎尸万段, 甘之如饴, 但扬州百万生灵不可杀戮!" . Thành vong dữ vong, ngã ý dĩ quyết, tức toái thi vạn đoạn, cam chi như di, đãn dương châu bách vạn sinh linh bất khả sát lục! | ” |

Sau đó oanh liệt hy sinh, chung niên 45 tuổi.

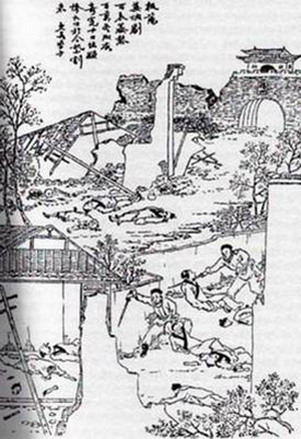
Một bức tranh về Dương Châu thập nhật vào tháng 5 năm 1645

Sau đó Đa Đạc ra lệnh tiến hành đốt giết toàn thành Dương Châu trong 10 ngày, lịch sử gọi là Dương Châu thập nhật (揚州十日). 1 tháng sau, quân của Đa Đạc vượt Trường Giang, tấn công Kinh Khẩu (nay thuộc thành phố Trấn Giang, tỉnh Giang Tô), tiến đến kinh sư Nam Kinh của Nam Minh, Hoằng Quang Đế bỏ trốn. Đại thần Nam Minh dâng thành Nam Kinh đầu hàng quân Thanh. Đa Đạc sai Bối lặc Ni Kham và Bối tử Truân Tề (con trai Khác Hi Bối lặc Đồ Luân, cháu nội Trang Thân vương Thư Nhĩ Cáp Tề) truy kích. Minh Phúc vương Chu Do Tung bị bắt, đưa về Bắc Kinh xử tử. Hoằng Quang Đế tại vị vẻ vẹn 1 năm đã bị tiêu diệt.
Sau khi Nam Kinh thất thủ, lại có Lộ vương Chu Thường Phương (朱常淓) ở Hàng Châu, Uy Tông Thái tử Vương Chi Minh (王之明) ở Ứng Thiên, Ích vương Chu Từ Đài (朱慈炲) ở Phủ Châu, Tĩnh Giang vương Chu Hanh Gia (朱亨嘉) ở Quế Lâm, trước sau thành lập chính quyền giám quốc, bất quá là phù dung sớm nở tối tàn, được vài ngày liền tuyên cáo chấm dứt. Trong tháng 6, Đa Đạc phái binh bình định Giang Chiết, nhanh chóng ổn định trật tự.
Tháng 10, Đa Đạc cùng đại quân áp giải Hoằng Quang Đế cùng bọn nguỵ Thái tử, Chu Thường Phương về Bắc Kinh, Thuận Trị Đế đích thân nghênh đón tại Nam Uyển. Đa Đạc được tấn phong "Hòa Thạc Đức Dự Thân vương" (和碩德豫親王), lại được ban thưởng cực kì phong phú.

#### Chinh thảo Mông Cổ
Năm Thuận Trị thứ 3 (1646), tháng 5, Đa Đạc được bổ nhiệm giữ chức "Dương Uy Đại Tướng quân" (揚威大將軍), xuất binh chinh thảo một cuộc nổi loạn của Đằng Cơ Tư (騰機思), Đẳng Cơ Đặc (腾机特) thuộc Mông Cổ Tô Ni Đặc bộ, cùng xuất quân còn có Thừa Trạch Quận vương Thạc Tắc làm Tham tán quân vụ. Đến tháng 10 thì đại thắng hồi triều. Thuận Trị đế đích thân ra An Định môn nghênh đón, ban thưởng một bộ yên ngựa.
Một năm sau, Đa Đạc thụ phong tước "Phụ Chính thúc Đức Dự Thân vương" (輔政叔 和碩德豫親王), trở thành nhân vật đứng thứ hai trên thực tế trong triều đình nhà Thanh.

## Qua đời
Năm Thuận Trị thứ 6 (1649), ngày 18 tháng 3, Đa Đạc qua đời vì đậu mùa. Đa Đạc được cho là rất thân cận với anh trai Đa Nhĩ Cổn. Đa Nhĩ Cổn đang tấn công Khương Tương (姜瓖) ở Sơn Tây thì hay tin Đa Đạc lâm bệnh nặng, Đa Nhĩ Cổn ngay lập tức quay lại và vội vã trở về Bắc Kinh, song khi ông ta ở Cư Dung quan thì hay tin Đa Đạc đã mất. Đa Nhĩ Cổn đã rất đau buồn, đến nỗi ông đã thay áo choàng thường và khóc trên đường trở về Bắc Kinh.

## Bị giáng và phục hồi thụy hiệu
Năm Thuận Trị thứ 9 (1652), sau khi tước đi tước vị của Đa Nhĩ Cổn, Thuận Trị Đế đã giáng tước vị của Đa Đạc xuống làm "Đa La Quận vương".
Năm Khang Hi thứ 10 (1671), Khang Hi Đế truy thụy cho Dự Quận vương Đa Đạc là "Thông" (通).
Năm Càn Long thứ 43 (1778), Càn Long Đế giải tội cho Đa Nhĩ Cổn, đồng thời phục vị cho Đa Đạc là "Hòa Thạc Thân vương", phối hưởng Thái Miếu, tước vị được Thế tập võng thế. Tháng thứ 8 âm lịch cùng năm, Đa Đạc được nhập tự tại Hiền vương từ ở Thịnh Kinh.

## Đánh giá
- Hoàng Thái Cực:

"朕幼弟初专阃, 即能制胜, 是可嘉也!
.

Trẫm ấu đệ sơ chuyên khổn, tức năng chế thắng, thị khả gia dã!"
- Càn Long Đế:

"开国诸王战功之最.
.

Khai quốc chư vương chiến công chi tối." 
- Triệu Nhĩ Tốn:

"国初开创, 栉风沐雨, 以百战定天下, 繄诸王是庸.
.

Quốc sơ khai sang, trất phong mộc vũ, dĩ bách chiến định thiên hạ, ê chư vương thị dong."
- Tiêu Nhất Sơn:

"福临以冲龄践祚, 奠定中原, 征服华夏, 其所以能成大业者, 皆群臣襄赞之力也. 当时宗室懿亲, 戮力行间, 栉风沐雨, 勤劳佐命者: 如豫亲王多铎, 肃亲王豪格, 英亲王阿济格, 郑亲王济尔哈朗, 敬谨亲王尼堪, 端重亲王博洛, 顺承郡王勒克德浑等, 其殊勋茂绩, 诚可为开国之大人物
.
Phúc Lâm dĩ trùng linh tiễn tộ, điện định trung nguyên, chinh phục hoa hạ, kỳ sở dĩ năng thành đại nghiệp giả, giai quần thần tương tán chi lực dã. Đương thì tông thất ý thân, lục lực hành gian, trất phong mộc vũ, cần lao tá mệnh giả: Như Dự Thân vương Đa Đạc, Túc Thân vương Hào Cách, Anh Thân vương A Tể Cách, Trịnh Thân vương Tế Nhĩ Cáp Lãng, Kính Cẩn Thân vương Ni Kham, Đoan Trọng Thân vương Bác Lạc, Thuận Thừa Quận vương Lặc Khắc Đức Hồn đẳng, kỳ thù huân mậu tích, thành khả vi khai quốc chi đại nhân vật"
"盖多铎, 多尼以懿亲殊励, 封赏有加, 既得其死, 惟年不永耳.
.

Cái Đa Đạc, Đa Ni dĩ ý thân thù lệ, phong thưởng hữu gia, ký đắc kỳ tử, duy niên bất vĩnh nhĩ. "

## Gia đình

### Phụ Mẫu
- Cha: Nỗ Nhĩ Cáp Xích - Thái Tổ Cao Hoàng đế.
- Mẹ: A Ba Hợi, xuất thân từ Ô Lạp Ná Lạp thị - Hiếu Liệt Vũ Hoàng hậu.

### Huynh đệ đồng mẫu
- A Tế Cách.
- Đa Nhĩ Cổn.

## Thê thiếp

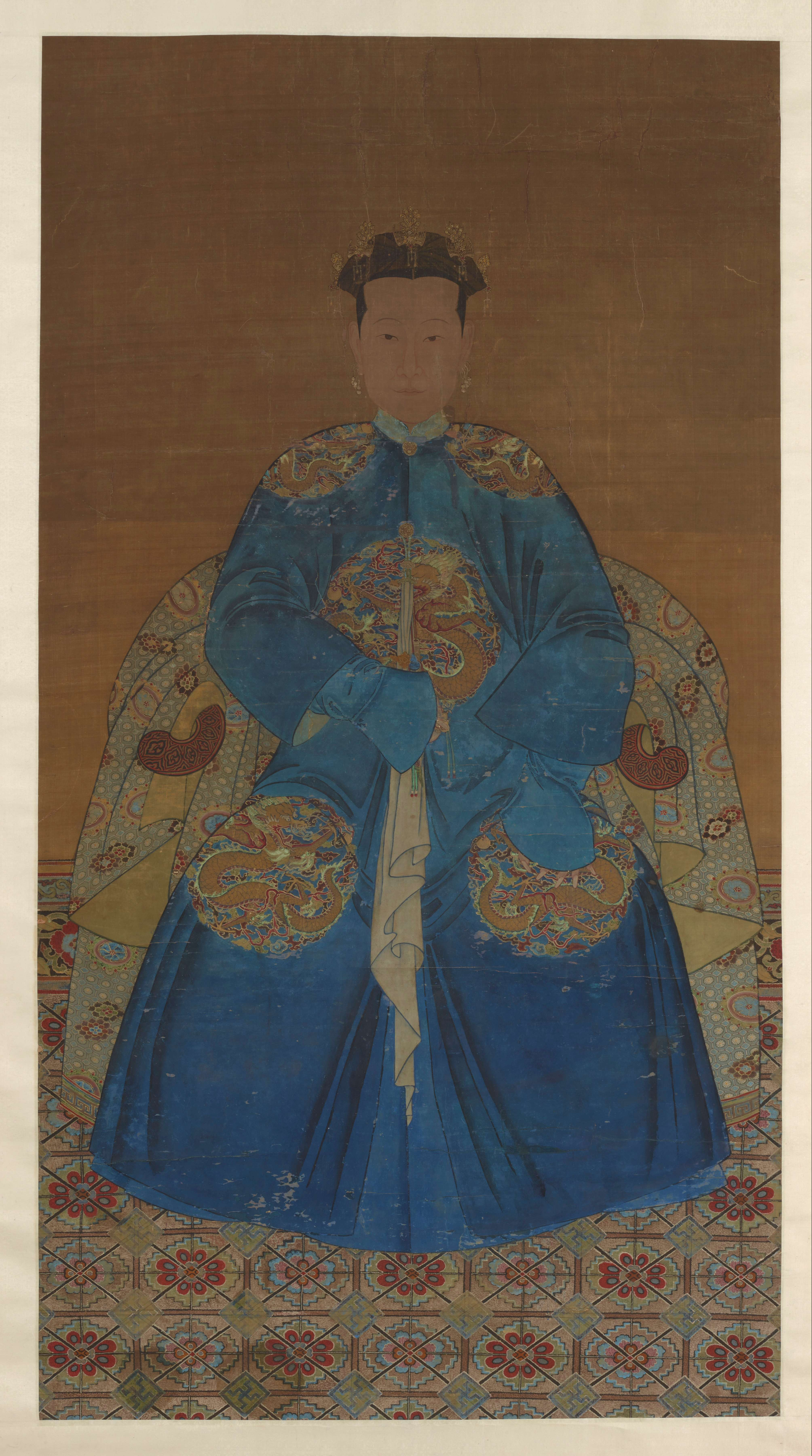
Tranh vẽ một Phúc tấn của Đa Đạc

### Đại Phúc tấn
- Đích Phúc tấn, cũng gọi là Nguyên phi, Bác Nhĩ Tề Cát Đặc thị (博爾濟吉特氏), con gái của Thai cát Minh An (明安) - em trai của Mãng Cổ Tư, thân phụ của Hiếu Đoan Văn Hoàng hậu. Bà có một người chị là An Bố Phúc tấn của Nỗ Nhĩ Cáp Xích. Sinh Trưởng nữ và Tam nữ.
- Kế Phúc tấn, cũng gọi là Kế phi, tên là Đạt Triết (達哲), Bác Nhĩ Tế Cát Đặc thị (博爾濟吉特氏). Đạt Triết là con gái của Khoa Nhĩ Thấm Hòa Thạc Phúc phi và Sách Nạp Mộc. Sinh Đa Ni và Đa Nhĩ Bác. Hòa Thạc Phúc phi còn được nhà Thanh xưng là Khoa Nhĩ Thấm Đại phi, là sinh mẫu của Hiếu Đoan Văn Hoàng hậu, là tổ mẫu trên danh nghĩa của Hiếu Trang Văn Hoàng hậu và Mẫn Huệ Cung Hoà nguyên phi. Bà vốn là vợ của Khoa Nhĩ Thấm Bối lặc Mãng Cổ Tư. Khoảng từ năm 1623 - 1626, Mãng Cổ Tư qua đời, Khoa Nhĩ Thấm Đại phi liền bị cháu nội của Mãng Cổ tư là Thai cát Sách Nạp Mộc thu kế. Năm Sùng Đức thứ 2 (1637), Hoàng Thái Cực truy phong Mãng Cổ Tư làm Hòa Thạc Phúc Thân vương, Khoa Nhĩ Thấm Đại phi cũng được phong làm Hòa Thạc Phúc phi. Nhiều nhà sử học cho rằng, sau khi nhà Thanh nhập quan, bị ảnh hưởng bởi tư tưởng luân lý của Nho giáo, cảm thấy kiêng kị đối với việc Đại phi từng bị thu kế, vì vậy đã tiến hành sửa đổi ghi chép[33], khiến cho thông tin về thân thế của Kế phi Đạt Triết trong các tài liệu tương đối hỗn loạn, tạo thành nhiều tranh cãi. Trong "Quốc sử đương" và "Thực lục" đều chỉ ghi chép Đạt Triết là con gái của Khoa Nhĩ Thấm Đại phi, sau khi bà qua đời, trong sách văn và Thân vương gia phổ đều ghi bà dưới danh nghĩa con gái của Mãng Cổ Tư; một vài tư liệu khác thì ghi bà là con gái của Sách Nạp Mộc. Tình huống của bà tương tự với Đích Phúc tấn Ba Đặc mã của Đa Nhĩ Cổn. Năm Thiên Thông thứ 7 (1634), tháng 5, Đa Đạc được lệnh cưới Đạt Triết. Theo ghi chép trong "Nội quốc sử đương", tướng mạo Đạt Triết "cực kỳ khó coi", khiến cho Đa Đạc tỏ thái độ không muốn cưới. Nhưng Hoàng Thái Cực và các Bối lặc khác lại khuyên: "Nữ tuy xấu nhưng lại là họ hàng của Đại Phúc tấn (tức Hiếu Đoan Văn Hoàng hậu), hơn nữa lại còn phú quý", cuối cùng Đa Đạc vân phải cưới.
- Tam Kế Phúc tấn Na Lạp thị (那拉氏), con gái của Tham lĩnh Diễn Đạt Nhĩ Hán (衍達爾漢).

### Trắc Phúc tấn
- Đông Giai thị (佟佳氏), con gái của Khinh xa Đô úy Nhã Khắc Tần (雅克秦), sinh Sát Ni, Đổng Ngạch và bát nữ.
- Y Nhĩ Căn Giác La thị (伊爾根覺羅氏), con gái của Hộ quân Thống lĩnh A Đạt Hải (阿達海).
- Thứ Phúc tấn, có ý tương ứng với Trắc Phúc tấn. Bà tự thỉnh cầu tuẫn táng sau khi Đa Đạc qua đời.

### Thứ Phúc tấn
- Đông Giai thị (佟佳氏), con gái của Tham lĩnh Tố Đạt Tắc (素達塞), sinh Phí Dương Cổ.
- Na Lạp thị (那拉氏), con gái Phí Dương Cổ (费扬古), sinh Châu Lan.
- Qua Nhĩ Giai thị (瓜爾佳氏), con gái của Cam Sở Hán (甘楚漢), sinh Ba Khắc Độ.
- Qua Nhĩ Giai thị, con gái của Tháp Khắc Thái (塔克泰), sinh Trát Khắc Độ.

### Thứ thiếp
- Na Lạp thị (那拉氏), con gái của Pháp Cáp (法哈).
- Lương thị (良氏), con gái của Lương Quốc Trụ (良國柱).

## Hậu duệ
Đa Đạc có 8 người con trai, 5 người được phong tước: Đa Ni, Đổng Ngạch, Sát Ni, Đa Nhĩ Bác, Phí Dương Cổ. Trong đó Phí Dương Cổ từ Tam đẳng Phụng quốc Tướng quân tiến phong Phụ quốc công,sau phạm tội, bị đoạt tước.

### Con trai
1. Châu Lan (珠蘭, Zhulan; 22 tháng 10 năm 1635 – 28 tháng 2 năm 1665), mẹ là Thứ Phúc tấn Na Lạp thị. Vô tử nữ. 
  - Đích Phúc tấn: Y Nhĩ Căn Giác La thị, con gái Khinh xa Đô úy Ba Lộc (巴禄).
  - Kế Phúc tấn: Thư Mục Lộc thị, con gái Nam A Âm Đồ (男阿音图).
2. Đa Ni (多尼, Doni; 18 tháng 10 năm 1636 – 4 tháng 1 năm 1661), mẹ là Kế Phúc tấn Bác Nhĩ Tế Cát Đặc thị. Sơ phong Quận vương (1642), thừa tước Dự Thân Vương năm 1649, cải phong thành Tín Thân vương (1651), sau bị giáng làm Tín Quận vương (信郡王) năm 1652. Qua đời được truy thụy Tín Tuyên Hòa Quận vương (信宣和郡王), sau lại được truy phong Dự Thân vương.[35][36]
3. Ba Khắc Độ (巴克度, Bakedu; 14 tháng 4 năm 1640 – 4 tháng 3 năm 1668), mẹ là Thứ Phúc tấn Qua Nhĩ Giai thị.
  - Thê thiếp
    - Đích Phúc tấn: Ôn Đô thị, con gái Tá lĩnh Thổ Hoàn Chỉnh Tây Nhĩ Thái (土完整西尔太).
    - Kế Phúc tấn: Y Nhĩ Căn Giác La thị, con gái Hộ quân Tham lĩnh Ngang Cát Đồ (昂吉图).

  - Con trai: Độ Thiềm (度蟾). Vô tự.
4. Sát Ni (察尼, Cani; 8 tháng 3 năm 1641 – 22 tháng 9 năm 1681), mẹ là Trắc Phúc tấn Đông Giai thị, qua đời được truy phong Phụ quốc Khác Hi công (辅国恪僖公), có 11 con trai.
5. Đa Nhĩ Bác (多爾博, Dorbo; 2 tháng 1 năm 1643 – 21 tháng 12 năm 1672), mẹ là Kế Phúc tấn Bác Nhĩ Tế Cát Đặc thị. Được cho làm con thừa tự cho Duệ Trung Thân vương Đa Nhĩ Cổn, sau được truy phong Duệ Thân vương, có 3 con trai.[37]
6. Trát Khắc Độ (扎克度, Zhakedu; 19 tháng 4 năm 1644 – 2 tháng 2 năm 1689), mẹ là Thứ Phúc tấn Qua Nhĩ Giai thị.
  - Thê thiếp
    - Đích Phúc tấn: Ô Tô thị, con gái Tiền phong Tham lĩnh Hỗ Tích Bố (祜锡布).
    - Kế Phúc tấn: Nghi Đặc Mặc thị, con gái Ốc Hách (沃赫)

  - Hậu duệ
    - Trưởng tử: Trát Hải (扎海).
    - Thứ tử: Trát Mục (扎穆).
    - Tam tử: Trát Cách (扎格).
7. Đổng Ngạch (董額, Donggo; ? – 1706), mẹ là Trắc Phúc tấn Đông Giai thị. Sơ phong Bối lặc, Sau khi qua đời được truy phong Tín Quận vương (信郡王).[38]
8. Phí Dương Cổ (費揚古, Fiyanggu; 8 tháng 2 năm 1649 – 25 tháng 6 năm 1723), mẹ là Thứ Phúc tấn Đông Giai thị. Sơ phong Tam đẳng Phụng quốc Tướng quân (三等奉国将军), tiến phong Phụ quốc Công (辅国公), sau bị đoạt tước.[39]
  - Đích Phúc tấn: Triệu Giai thị, con gái Phó Đô thống Công Đồ (公图).
  - Hậu duệ: 
    1. Phí Nhã Phó Cáp (费雅傅哈).
    2. Phụng ân Tướng quân Phó Lạt Tịch (毕喇席).
    3. Ni Mã Lạt (尼马喇).
    4. Tất Nhĩ Đồ (毕尔图).
    5. Phụng ân Tướng quân Chiêm Bố (詹布).
    6. Phụng ân Tướng quân Diêu Nỗ (遥努).
    7. Mãng Kham (莽堪).
    8. Vọng Hồng (望洪).
    9. Cát Lộc (吉禄).
    10. Dĩ cách Tam đẳng Thị vệ Vụ Nhĩ Hồn (务尔浑).
    11. Thiềm Đức Nghi (蟾德宜).
    12. Chiêu Lạp Thi (昭拉诗).
    13. Cửu Thi (玖诗).

### Con gái
- Trưởng nữ, mẹ là Đích Phúc tấn Bác Nhĩ Tế Các Đặc thị, năm Thuận Trị thứ 2 (1645) hạ giá lấy Triếp Môn Thai Cát (辄门台吉) của Ba Lâm bộ.
- Tam nữ (1634 - 1649), mẹ là Đích Phúc tấn Bác Nhĩ Tế Các Đặc thị, được phong Quận Chúa, năm Thuận Trị thứ 3 (1646) hạ giá lấy Nhị đẳng Thị vệ Hào Thiện (豪善). Hào Thiện hay Thạch Hoa Thiện (石华善) có con trai là Đô thống Thạch Văn Bính - cha của Phế Thái tử phi Thạch thị, Chính thê của Dận Nhưng. Hoa Thiện lại cưới Quận quân - con gái thứ hai của Hoài Mẫn Bối lặc Thường A Đại.
- Bát nữ, mẹ là Trắc Phúc tấn Đông Giai thị, được phong Huyện Chúa, năm Khang Hi thứ 2 (1663) hạ giá lấy Ngạc Tề Nhĩ của Khoa Nhĩ Thấm bộ (con trai của Bật Nhĩ Tháp Cáp Nhĩ và Cố Luân Ung Mục Trưởng Công chúa)

## Mộ địa
Ban đầu, lăng mộ của ông nằm ở khu Triều Dương, bên ngoài Kiến Quốc Môn, chiếm diện tích ước chừng 70 ngàn mét vuông. Năm 1947, thập tam quân của Quốc Dân Đảng dỡ bỏ phòng ốc, chặt cây, xây dựng lô-cốt. Năm 1951, mộ thất bị trộm. Năm 1953, xây dựng thành xương cơ khí của nhân dân. Năm 1954, tường ngoài bị dỡ bỏ. Năm 1985, tất cả những gì còn lại cũng bị phá huỷ, xây dựng trung tâm thương mại quốc tế.

## Một số lời đồn

### Tranh chấp việc cưới vợ
Năm Thiên Thông thứ 7 (1633), Đa Đạc bị bắt cưới con gái của Khoa Nhĩ Thấm Đại Phi, lúc ấy Đa Đạc chê nàng người béo da đen lại xấu nên không chịu lấy. Nhưng Hoàng Thái Cực lên tiếng nói rằng, thú thê thú đức, dù sao nữ nhân sau khi sinh đẻ cũng sẽ phát phì, dung mạo đẹp xấu có liên quan gì. Lúc này, Đại Thiện cho rằng Đa Đạc còn tâm tính thiếu niên, sợ rằng với tính tình bất ổn này mà sẽ cư xử không tốt với con gái Đại Phi, tổn thương đến hữu nghị với ngoại thích, cho nên tấu thỉnh Hoàng Thái Cực ngăn cản. Nhưng ngược lại, Hoàng Thái Cực sắc mặt nghiêm nghị, cứng rắn nói: "Ngươi nói cái gì vậy, không thể bởi vì nguyên nhân ngoại thích mà không quan tâm đến tâm nguyện của ấu đệ", liền lệnh Đa Đạc cưới con gái Đại Phi.
Liên hệ đến Đa Nhĩ Cổn cũng cưới chất nữ của Hiếu Đoan Văn Hoàng Hậu, đây cũng là cuộc hôn nhân chính trị, cùng giống như mục đích Hoàng Thái Cực tác hợp Đa Nhĩ Cổn với Tiểu Ngọc Nhi, đều muốn thông qua hôn nhân để lôi kéo Đa Nhĩ Cổn và Đa Đạc, đồng thời phát huy khả năng giám thị. Về sau, vì tiến thêm một bước lung lạc ấu đệ, vào năm Thiên Thông thứ 8 (1643), Hoàng Thái Cực lại cho Đa Nhĩ Cổn và Đa Đạc cưới Kế Phúc tấn, cả 2 vị Phúc tấn đều là con gái của Sách Nặc Mộc - anh trai của Bố Mộc Bố Thái, tức là chất tôn nữ của Hoàng hậu Triết Triết và chất nữ của Trang Phi. Hoàng Thái Cực cùng ấu đệ cốt nhục thân tình, lại thêm vào những rất nhiều quan hệ hôn nhân, kết cục của hôn nhân chính trị có thể thấy rõ ràng.

### Bất kính Thái Tông
Dân gian thường đánh giá Đa Đạc là một vị "Hoang đường Vương gia", đây là bởi vì tính tình Đa Đạc phóng túng, không trói buộc, lại có tính phản nghịch, thường không nhìn đến hậu quả mà bất chấp làm. Có nhà tâm lý học phân tích, Đa Đạc làm việc thực sự "hoang đường" không thoát được liên quan đến nguyên nhân lúc còn thiếu niên, trong một ngày cùng chịu tang cha mẹ.
Còn nhỏ mất mẹ, làm cho Đa Đạc đối với Hoàng Thái Cực đầy lòng oán hận, cho dù xuất phát từ lợi ích gia tộc, thường xuyên chinh chiến chiến trường, nhưng thỉnh thoảng lại rất thích đối đầu với Hoàng Thái Cực.《Thanh Thái Tông thực lục》ghi chép lại, Hoàng Thái Cực thưởng thức người nào, Đa Đạc sẽ công kích người ấy, ngược lại, Hoàng Thái Cực chán ghét người nào, Đa Đạc liền cùng người ấy kết giao, thân cận. Lúc thương nghị đại sự quốc gia, Đa Đạc thường không cho Hoàng Thái Cực mặt mũi, ngươi muốn ta đi hướng Đông, ta không đi hướng Tây không được.
Lại vào đầu một năm mới, chúng đại thần tiến hạ lễ cho Hoàng Thái Cực, những người khác đều là hiến kỳ trân dị bảo, duy chỉ có Đa Đạc là hiến một con ngựa thọt chân, làm cho Hoàng Thái Cực không xuống đài được. Những người khác đều cho rằng Đa Đạc có chút quá phận, mất thể thống, Đa Đạc chỉ nói là cùng Hoàng Thái Cực vui đùa nho nhỏ, hặc hặc cười rồi xem như không có chuyện gì. Đa Đạc đối với "Quân thân hữu biệt" tuyệt nhiên không để ý đến chút nào.

### Vương gia phong lưu
Đa Đạc nổi tiếng với rất nhiều chuyện phong lưu. Lúc 36 tuổi, Đa Đạc đã có hơn 8 con trai và 8 con gái, tuy rằng sinh bao nhiêu tử nữ không thể là tiêu chuẩn bình phán rằng có phong lưu hay không, nhưng số lượng này có chút làm giới sử học suy nghĩ xa xôi. Không thể phủ nhận chính là, nữ nhân bên cạnh Đa Đạc rất nhiều, cũng bởi vậy mà có rất nhiều chuyện hoang đường. Ở phương diện này, không thể không nhắc tới một người, Phạm Văn Trình (范文程).
Đa Đạc trong Bát kỳ là một Kỳ chủ, mà Phạm Văn Trình vừa vặn là thần tử dưới Kỳ, dựa theo chế độ lúc đó, Kỳ chủ cướp vợ của người khác cũng không được xem là trái luật. Nhưng Phạm Văn Trình lúc đó, địa vị trong triều đình rất được tôn sùng, rất nhiều sự việc quan trọng của triều đình đều có sự tham dự của ông. Vì vậy, việc Đa Đạc nhục nhã Phạm Văn Trình không đơn giản như vậy.
Sự tình cuối cùng ồn ào đến Hoàng Thái Cực, Hoàng Thái Cực sớm đã không để Đa Đạc vào mắt nhưng lại không bắt được nhược điểm, lại thêm muốn lôi kéo Phạm Văn Trình, vì vậy, xui xẻo chính là Dự Thân vương. Kết quả cuối cùng là Dự Thân vương Đa Đạc vì mưu đoạt vợ của đại thần bị phạt vạn lượng, đoạt đi một phần ba ngưu lục.

## Trong văn hoá đại chúng
| Năm  | Thể loại         | Tác phẩm                      | Diễn viên          |
| 1974 | Phim truyền hình | Võ hiệp Đồng Tiểu Uyển        | Lưu Thiểu Quân     |
| 1987 | Phim truyền hình | Mãn Thanh tập tam hoàng triều | Hoàng Chí Ninh     |
| 1988 | Điện ảnh         | Truyền quốc mật chiếu         | Đông Ngọc Sơn      |
| 2002 | Phim truyền hình | Hiếu Trang bí sử              | Triệu Hồng Phi     |
| 2005 | Phim truyền hình | Giang sơn phong vũ tình       | Vạn Trung Lương    |
| 2005 | Phim truyền hình | Minh mạt phong vân            | Y Tuyết Quan       |
| 2006 | Phim truyền hình | Sóng gió Đại Thanh            | Lý Quang Khiết     |
| 2012 | Phim truyền hình | Sơn hà luyến Mỹ nhân vô lệ    | Trương Thiên Dương |
| 2015 | Phim truyền hình | Đại Ngọc Nhi truyền kỳ        | Trần Dục Thần      |
| 2017 | Phim truyền hình | Độc bộ thiên hạ               | Hoàng Đức Nghị     |